# Pływanie na Letnich Igrzyskach Olimpijskich 1972 – 200 m stylem klasycznym mężczyzn
200 m stylem klasycznym mężczyzn – jedna z konkurencji pływackich rozgrywanych podczas XX Igrzysk Olimpijskich w Monachium. Eliminacje i finał odbyły się 2 września 1972 roku.
Złoty medal zdobył Amerykanin John Hencken, poprawiając wynikiem 2:21,55 min własny rekord świata. Srebro wywalczył Brytyjczyk David Wilkie (2:23,67), a brąz Japończyk Nobutaka Taguchi, który uzyskał czas 2:23,88.
Kilka godzin wcześniej, w eliminacjach rekord olimpijski ustanawiali kolejno reprezentant NRD Klaus Katzur i Nobutaka Taguchi z Japonii.

## Rekordy
Przed zawodami rekord świata i rekord olimpijski wyglądały następująco:
| Rekord            | Zawodnik     | Czas    | Miejsce | Data                 |       |
| ----------------- | ------------ | ------- | ------- | -------------------- | ----- |
| Rekord świata     | John Hencken | 2:22,79 | Chicago | 5 sierpnia 1972      | [ 1 ] |
| Rekord olimpijski | Ian O’Brien  | 2:27,8  | Tokio   | 15 października 1964 | [ 2 ] |

W trakcie zawodów ustanowiono następujące rekordy:
| Data       | Etap konkurencji      | Zawodnik         | Czas    | Rekord |
| ---------- | --------------------- | ---------------- | ------- | ------ |
| 2 września | wyścig eliminacyjny 1 | Klaus Katzur     | 2:26,32 | OR     |
| 2 września | wyścig eliminacyjny 2 | Nobutaka Taguchi | 2:23,45 | OR     |
| 2 września | finał                 | John Hencken     | 2:21,55 | WR     |

## Wyniki

### Eliminacje
| Miejsce | Wyścig | Zawodnik            | Państwo           | Czas    | Uwagi |
| ------- | ------ | ------------------- | ----------------- | ------- | ----- |
| 1.      | 2      | Nobutaka Taguchi    | Japonia           | 2:23,45 | Q,    |
| 2.      | 3      | David Wilkie        | Wielka Brytania   | 2:24,54 | Q     |
| 3.      | 6      | John Hencken        | Stany Zjednoczone | 2:24,88 | Q     |
| 4.      | 4      | Rick Colella        | Stany Zjednoczone | 2:25,40 | Q     |
| 5.      | 2      | Felipe Muñoz        | Meksyk            | 2:25,99 | Q     |
| 6.      | 5      | Igor Czerdakow      | ZSRR              | 2:26,21 | Q     |
| 7.      | 1      | Klaus Katzur        | NRD               | 2:26,32 | Q     |
| 8.      | 3      | Walter Kusch        | RFN               | 2:26,43 | Q     |
| 9.      | 1      | Bill Mahony         | Kanada            | 2:26,71 |       |
| 10.     | 6      | Nikołaj Pankin      | ZSRR              | 2:26,71 |       |
| 11.     | 5      | Brian Job           | Stany Zjednoczone | 2:26,91 |       |
| 12.     | 6      | Paul Jarvie         | Australia         | 2:27,83 |       |
| 13.     | 4      | Władimir Kosinski   | ZSRR              | 2:28,00 |       |
| 14.     | 2      | Pedro Balcells      | Hiszpania         | 2:29,29 |       |
| 15.     | 1      | Roger-Philippe Menu | Francja           | 2:30,05 |       |
| 16.     | 2      | Robert Stoddart     | Kanada            | 2:30,08 |       |
| 17.     | 3      | Steffen Kriechbaum  | Austria           | 2:30,09 |       |
| 18.     | 5      | José Fiolo          | Brazylia          | 2:30,21 |       |
| 19.     | 4      | Angeł Czakyrow      | Bułgaria          | 2:30,27 |       |
| 20.     | 3      | Malcolm O'Connell   | Wielka Brytania   | 2:31,21 |       |
| 21.     | 3      | Jean-Pierre Dubey   | Szwajcaria        | 2:31,56 |       |
| 22.     | 1      | Guðjón Guðmundsson  | Islandia          | 2:32,40 |       |
| 23.     | 5      | Rainer Hradetzky    | NRD               | 2:32,48 |       |
| 24.     | 4      | Andreas Hellmann    | RFN               | 2:32,60 |       |
| 25.     | 3      | Gustavo Salcedo     | Meksyk            | 2:32,81 |       |
| 26.     | 4      | Liam Ball           | Irlandia          | 2:33,47 |       |
| 27.     | 6      | Mike Whitaker       | Kanada            | 2:33,47 |       |
| 28.     | 5      | Amman Jaalmani      | Filipiny          | 2:33,54 |       |
| 29.     | 4      | Nigel Johnson       | Wielka Brytania   | 2:34,37 |       |
| 30.     | 2      | Cezary Śmiglak      | Polska            | 2:34,51 |       |
| 31.     | 1      | Sokhon Yi           | Kambodża          | 2:34,77 |       |
| 32.     | 5      | Michele di Pietro   | Włochy            | 2:36,49 |       |
| 33.     | 6      | Rudi Vingerhoets    | Belgia            | 2:36,89 |       |
| 34.     | 6      | Gregor Betz         | RFN               | 2:36,96 |       |
| 35.     | 6      | Alfredo Hunger      | Peru              | 2:37,20 |       |
| 36.     | 1      | János Tóth          | Węgry             | 2:37,40 |       |
| 37.     | 4      | Karl Christian Koch | Dania             | 2:38,47 |       |
| 38.     | 2      | Morkal Faruk        | Turcja            | 2:43,69 |       |
| 39.     | 2      | Piero Ferracuti     | Salwador          | 2:45,73 |       |
| 40.     | 6      | Alejandro Cabrera   | Salwador          | 2:56,60 |       |
| 41. !   | 3      | Osvaldo Boretto     | Argentyna         | 2:31,84 | DSQ   |

### Finał
| Miejsce | Zawodnik         | Państwo           | Czas    | Uwagi |
| ------- | ---------------- | ----------------- | ------- | ----- |
| 1. !    | John Hencken     | Stany Zjednoczone | 2:21,55 | WR    |
| 2. !    | David Wilkie     | Wielka Brytania   | 2:23,67 |       |
| 3. !    | Nobutaka Taguchi | Japonia           | 2:23,88 |       |
| 4.      | Rick Colella     | Stany Zjednoczone | 2:24,28 |       |
| 5.      | Felipe Muñoz     | Meksyk            | 2:26,44 |       |
| 6.      | Walter Kusch     | RFN               | 2:26,55 |       |
| 7.      | Igor Czerdakow   | ZSRR              | 2:27,15 |       |
| 8.      | Klaus Katzur     | NRD               | 2:27,44 |       |